# جيمس لويد (سياسي)
جيمس لويد (بالإنجليزية: James Lloyd)‏ هو سياسي أمريكي، ولد في 1 ديسمبر 1769 في مقاطعة سوفولك في الولايات المتحدة، وتوفي في 5 أبريل 1831 في نيويورك في الولايات المتحدة. حزبياً، نشط في الحزب الفيدرالي الأمريكي. وقد انتخب عضو مجلس الشيوخ الأمريكي عن دائرة ماساتشوستس (5 يونيو 1822 – 23 مايو 1826) وانتخب عضو مجلس نواب ماساتشوستس وانتخب عضو مجلس الشيوخ الأمريكي عن دائرة ماساتشوستس (9 يونيو 1808 – 1 مايو 1813).